# Accidente de helicóptero en el río Hudson de 2025
El Accidente de helicóptero en el río Hudson de 2025 ocurrió el 10 de abril de 2025, cuando un helicóptero turístico Bell 206 se estrelló en el río Hudson cerca de Newport, Nueva Jersey, Estados Unidos.Las seis personas a bordo (una familia de cinco y el piloto) murieron. El helicóptero era operado por New York Helicopters y estaba operando su sexto vuelo del día.

## Antecedentes

### Aeronave
La aeronave involucrada en el incidente fue un Bell 206L-4 LongRanger IV de dos palas, de la empresa local de excursiones New York Helicopter Charter, la cual lo estaba alquilando a la compañía de helicópteros de Luisiana Meridian Helicopters.Fue construido en 2004 y tenía un certificado de aeronavegabilidad emitido en 2016 que era válido hasta 2029, según los registros de la Administración Federal de Aviación (FAA).

### Pasajeros
Seis personas viajaban a bordo del helicóptero. Fuentes policiales informaron a ABC News que los ocupantes eran una familia de cinco miembros de Barcelona, España, compuesto por el presidente de Siemens España, Agustín Escobar, su esposa Mercè Camprubí Montal, y sus tres hijos (de 4, 8 y 10 años).

### Tripulación
El piloto, el único tripulante a bordo, tenía 36 años, aunque el alcalde de la ciudad de Nueva York, Eric Adams, dijo que no había información disponible de inmediato sobre él.

### Clima
Había vientos de 9 a 12 mph (14 a 19 km/h) procedente del sur y sureste, con rachas ocasionales de hasta 21 mph (34 km/h), alrededor del momento del accidente, según una estación meteorológica. La visibilidad en la superficie era buena hasta 10 millas (16 km) pero estaba nublado ya que un sistema de presión se movió hacia la región, trayendo lluvias ligeras a la región por la tarde y la noche.

### Operador
El operador del helicóptero era la compañía de excursiones local New York Helicopter, también conocida como New York Helicopter Charter Inc. y New York Helicopter Tours LLC. La empresa fue fundada en la década de 1990 por Michael Roth. El helicóptero de Nueva York tuvo dos accidentes anteriores.Durante los últimos ocho años, la empresa ha pasado por una quiebra y enfrenta demandas continuas por supuestas deudas. En enero, la empresa fue demandada por más de 1,4 millones de dólares por no pagar el alquiler de un helicóptero. Otro prestamista presentó una demanda en febrero, alegando que la compañía había bloqueado los pagos de un préstamo con semanas de antigüedad y adeudaba más de 83.000 dólares. New York Helicopter no ha presentado una respuesta en ninguno de los casos.

## Accidente

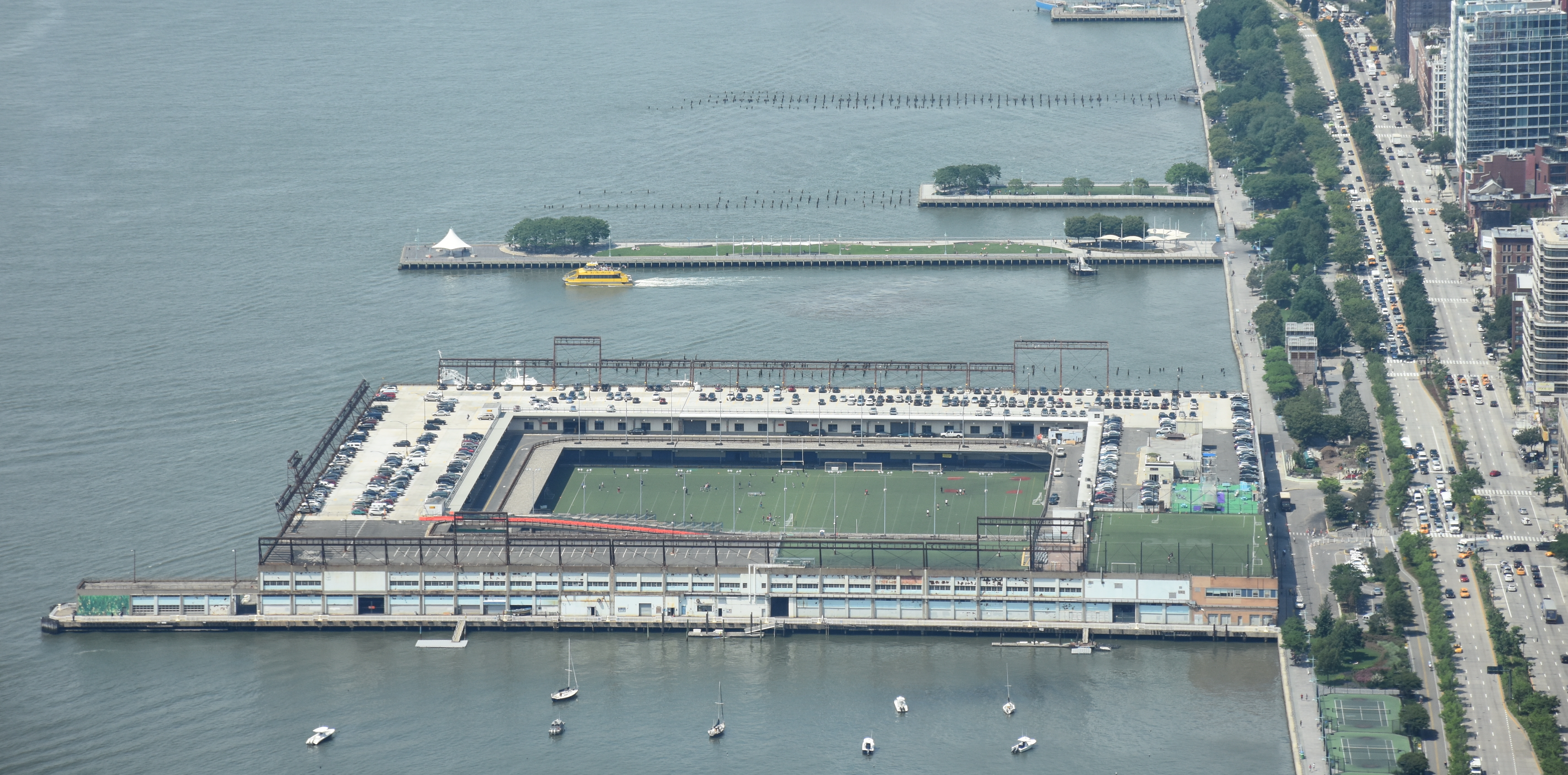
Muelle 40 en la ciudad de Nueva York, cerca de donde se estrelló el helicóptero

A las 2:59 p.m. hora del este, el helicóptero despegó del Helipuerto de Downtown Manhattan en su sexto vuelo del día y viajó a lo largo de la parte sur de Manhattan y sobrevoló la Estatua de la Libertad antes de sobrevolar el lado oeste de Manhattan. A las 15:08, El helicóptero giró cerca del Puente George Washington a unos 1 pie (0,3 m) antes de girar hacia el sur a lo largo de la costa de Nueva Jersey.

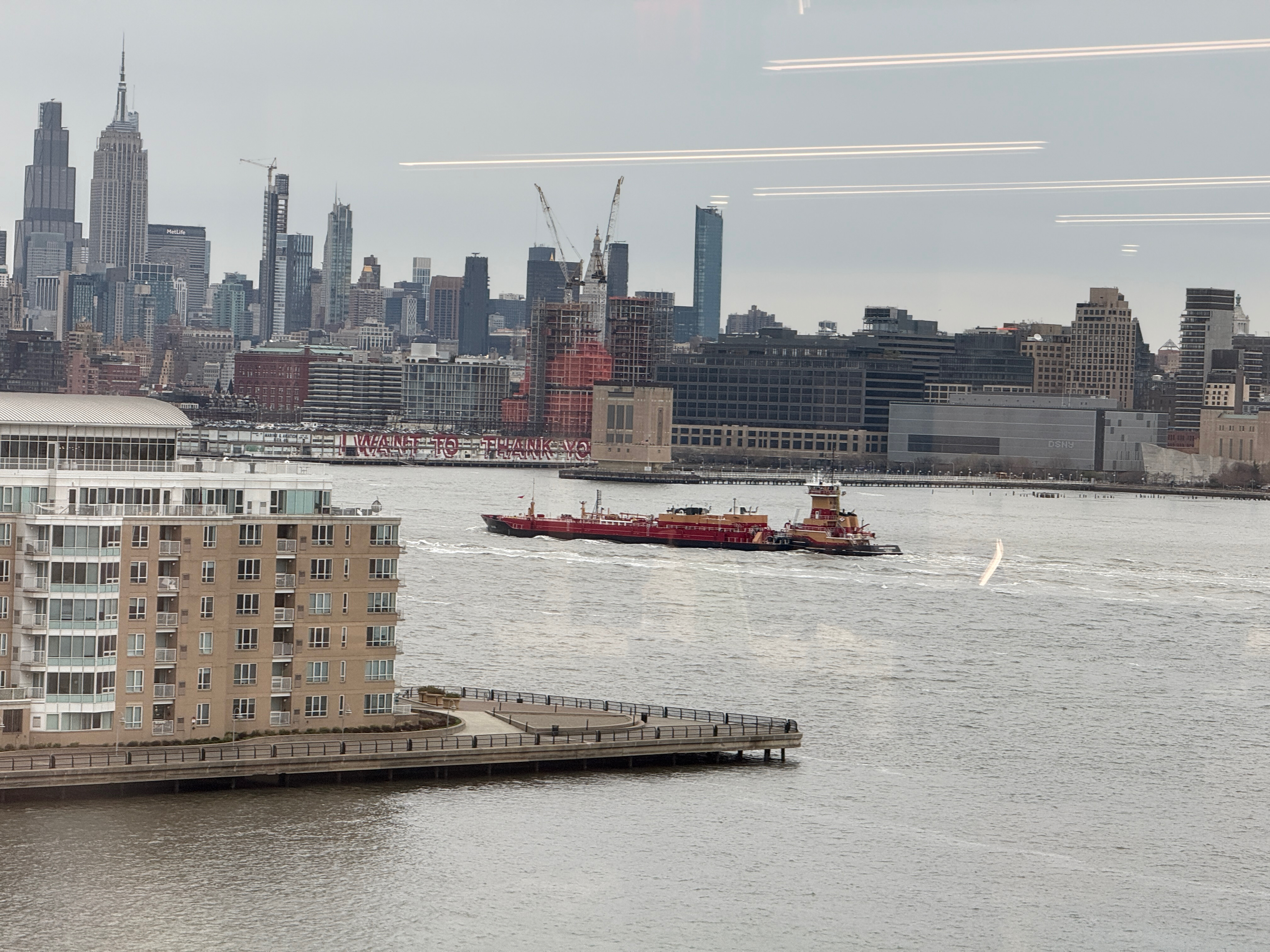
El sitio 3 minutos antes del accidente.

Antes del accidente, el piloto llamó por radio para decir que regresaba al helipuerto para reabastecerse de combustible.A los 18 minutos de vuelo, a las 3:17 p. m., el helicóptero sufrió una ruptura en vuelo, provocando que cayera en un ángulo de 45 grados y se estrellara boca abajo en el río Hudson cerca de Newport, Nueva Jersey, frente al Muelle 40 en la ciudad de Nueva York. La temperatura del agua era de 50 grados Fahrenheit (10,0 °C) en el momento del accidente.

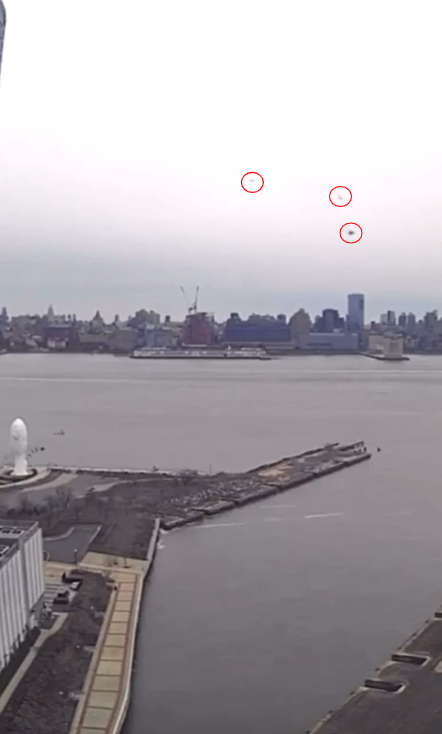
Una imagen de CCTV del helicóptero roto en tres pedazos

Los testigos describieron haber escuchado fuertes ruidos antes de ver cómo el helicóptero se desmoronaba en el aire, con escombros cayendo al río. Al llegar los servicios de emergencia, encontraron el helicóptero sumergido. Cuatro personas fueron declaradas muertas en el lugar del accidente, mientras que otras dos fallecieron a causa de sus heridas en un hospital. Se recuperaron todos los cuerpos de las víctimas del accidente.

## Secuelas

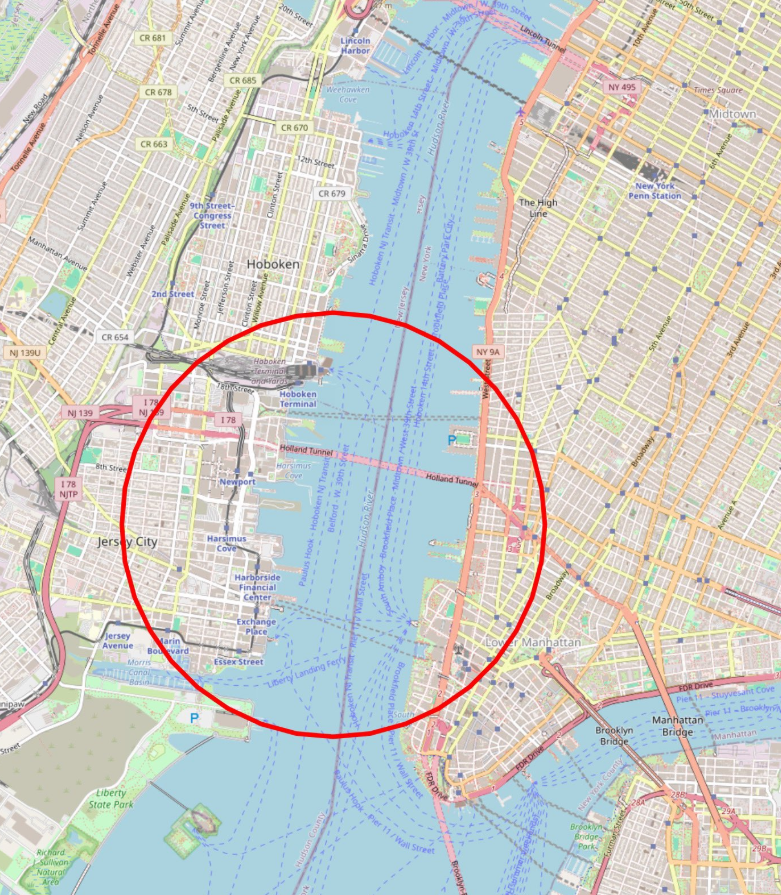
La zona donde se prohibió temporalmente el vuelo de drones

La FAA confirmó que está investigando el accidente junto con la NTSB. El presidente de la NTSB y los investigadores viajaron al lugar del accidente esa misma nochey celebraron su primera rueda de prensa al día siguiente.La FAA prohibió temporalmente a los pilotos de drones volar cerca del lugar del accidente a menos que tengan autorización específica.

## Reacciones

### Nacionales
- El presidente de los Estados Unidos, Donald Trump, ofreció sus condolencias a las familias y amigos del accidente de helicóptero que describió como terrible en un mensaje en Truth Social. También dijo que el secretario de Transporte, Sean Duffy, y su personal estaban investigando y que "en breve se harán anuncios sobre qué sucedió exactamente y cómo".[5]
- El alcalde de la ciudad de Nueva York, Eric Adams, dijo: "Nuestros corazones están con las familias de quienes estaban a bordo".[5]
- Michael Roth, director ejecutivo de New York Helicopter Charter Inc., dijo: "Lo único que puedo decirles es que estamos devastados" y "soy padre, un abuelo y mi esposa no ha parado de llorar desde esta tarde". Cuando se le preguntó sobre el mantenimiento del helicóptero, Roth dijo: "Es mi director de mantenimiento quien se ocupa de eso".[3]

### Internacionales
España: El primer ministro, Pedro Sánchez, calificó el incidente de "tragedia inimaginable" en una publicación en X.

## Investigación

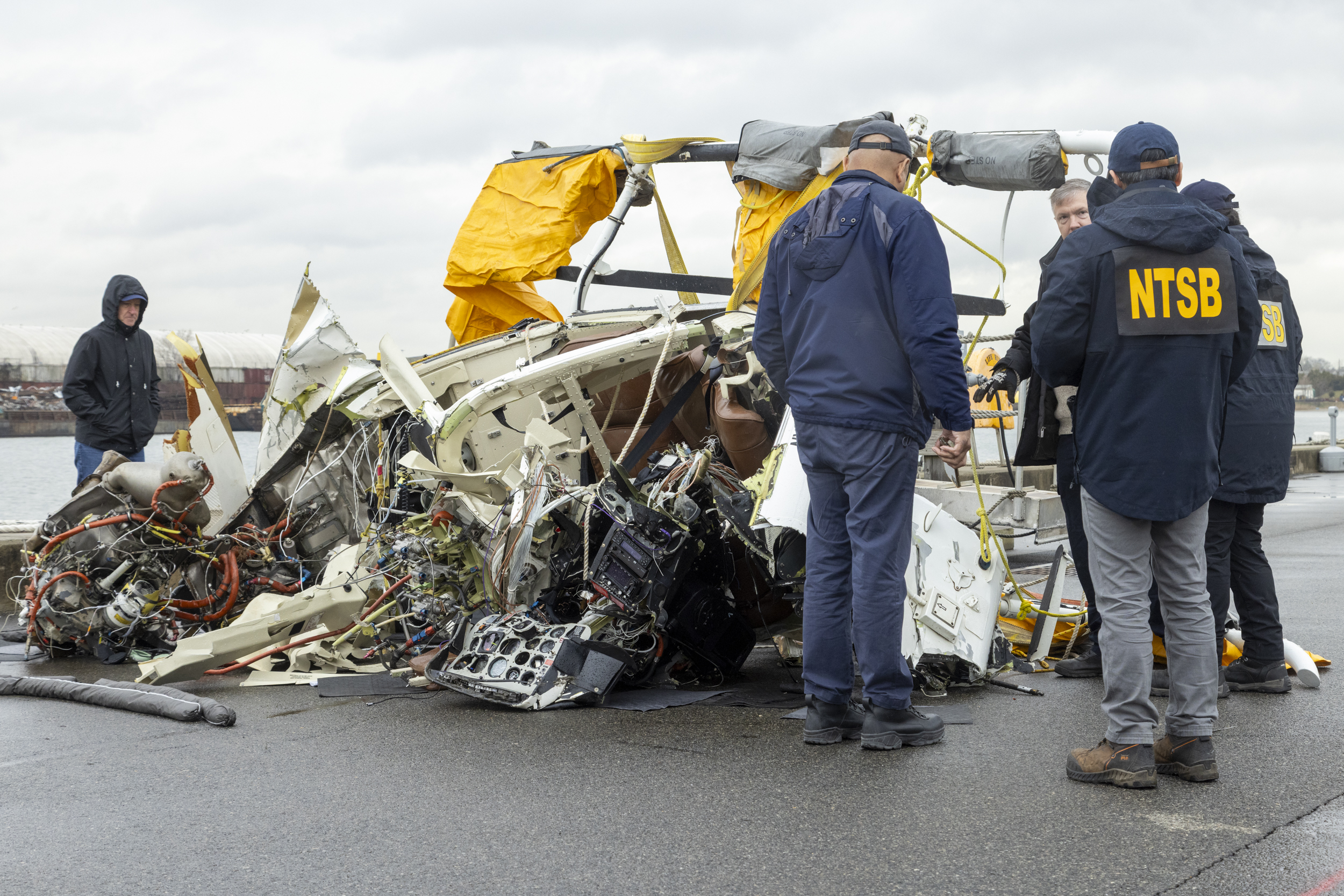
Un equipo de la NTSB inspecciona los restos del helicóptero.

La FAA confirmó que está investigando el accidente junto con la NTSB, Bell Textron y Rolls Royce. El presidente de la NTSB y los investigadores viajaron al lugar del accidente esa misma nochey celebraron su primera conferencia de prensa al día siguiente.
La mayor parte de los restos, incluido el fuselaje principal con la cabina y el habitáculo, la parte delantera del brazo de cola, las aletas del estabilizador horizontal y la aleta vertical, fueron recuperados el 11 de abril, mientras que los buzos continuaron las operaciones de recuperación el domingo para recuperar el resto de los restos, incluido el rotor principal del helicóptero, la caja de engranajes principal, el rotor de cola, y una gran parte del brazo de cola. El sonar de barrido lateral se está utilizando para identificar posibles ubicaciones de los restos. Algunas de las piezas recuperadas serán enviadas a los laboratorios de la NTSB en Washington para una inspección más detallada.
El helicóptero no estaba equipado con ninguna grabadora de vuelo. No se han recuperado grabadoras de vídeo ni cámaras de a bordo y ningún elemento de la aviónica del helicóptero registró información que pudiera utilizarse para la investigación.
Los investigadores de la NTSB se reunieron con representantes del operador del helicóptero, New York Helicopters, para revisar los registros operativos, las políticas, los procedimientos, los sistemas de gestión de seguridad y la experiencia del piloto. Los investigadores también examinaron dos helicópteros modelo.